# Grijskruinspecht
De grijskruinspecht (Colaptes auricularis) is een vogel uit de familie Picidae (spechten).

## Verspreiding en leefgebied
Deze soort is endemisch in westelijk Mexico.